# Lichtensia argentata
Lichtensia argentata är en insektsart som beskrevs av Hempel 1900. Lichtensia argentata ingår i släktet Lichtensia och familjen skålsköldlöss. Inga underarter finns listade i Catalogue of Life.